# Giorgio Almirante
Giorgio Almirante (n. 27 iunie 1914, Salsomaggiore Terme, Emilia-Romagna, Italia – d. 22 mai 1988, Roma, Italia) a fost un politician italian.